# Fritz Mühlenweg
Fritz Heinrich Mühlenweg (* 11. Dezember 1898 in Konstanz; † 13. September 1961 in Allensbach) war ein deutscher Künstler, Maler, Schriftsteller, Übersetzer und Drogist.

## Leben
Fritz Mühlenweg trat nach der Ausbildung („Lehre“) als Drogist in Bielefeld in die väterliche Drogerie in Konstanz am Bodensee ein. 1917 wurde er als Soldat in den Ersten Weltkrieg eingezogen und geriet in französische Kriegsgefangenschaft, aus der er entkommen konnte.
Im Januar 1927 zog er nach Berlin, wo er als kaufmännischer Angestellter bei der neu gegründeten Fluggesellschaft Deutsche Luft Hansa angestellt wurde und als Rechnungsprüfer zu Sven Hedins Ostasien-Expedition kam.
1935 ließ sich Mühlenweg nach der Heirat mit der ausgebildeten österreichischen Malerin Elisabeth Kopriwa als freischaffender Maler in Allensbach am Bodensee nieder. Aus der Ehe gingen sieben Kinder hervor. Während des Zweiten Weltkriegs war Mühlenweg ab 1939 als Hilfszöllner an der Schweizer Grenze und in Bordeaux dienstverpflichtet.
Anhand seiner Kenntnisse von den Reisen in die Mongolei mit ihrer Steppe konnte er die Pfadfinderschaft Grauer Reiter bei den Vorbereitungen und der Durchführung des „Steppenlagers“ am Hohenkrähen bei Singen am Hohentwiel beraten und unterstützen: Auf dieses erste Zeltlager mit einer Spielidee bereiteten sich über 2000 Jungen fast ein Jahr lang vor.
Am 13. September 1961 starb Fritz Mühlenweg im Alter von 62 Jahren in Allensbach an den Folgen eines dritten Schlaganfalls; seine schwer nierenkranke Frau starb eineinhalb Tage später. Beide sind auf dem Friedhof Allensbach bestattet.

### Asien-Expeditionen
Als Buchhalter war Fritz Mühlenweg an den Vorbereitungen zu der von Sven Hedin geleiteten großen internationalen Chinesisch-Schwedischen Expedition beteiligt, welche die meteorologischen, topographischen und prähistorischen Gegebenheiten in der Mongolei, der Wüste Gobi, der Taklamakan und Chinesisch-Turkestan untersuchte.
1927 bis 1928 nahm er zunächst im Auftrag der Deutschen Luft-Hansa am ersten Teil der Expedition teil, welche die klimatischen Bedingungen für die Einrichtung einer Fluglinie Berlin-Peking erkunden sowie Landeplätze mit Wetterstationen und Flugbenzinvorräten anlegen sollte.
1929 bis 1930 kehrte Mühlenweg für kurze Zeit in die Mongolei zurück; eine dritte Reise führte ihn von März 1931 bis zum Frühjahr 1932 als Karawanenführer des deutschen Meteorologen Waldemar Haude erneut in die Wüste Gobi.
Die Eindrücke dieser Expedition verarbeitete Mühlenweg später in seinen Romanen In geheimer Mission durch die Wüste Gobi (1950) sowie Tal ohne Wiederkehr (1952).

### Freischaffender Künstler

#### Maler
Nach der Rückkehr von der letzten Expedition nahm Mühlenweg im Herbst 1932 an der Akademie der bildenden Künste in Wien ein Studium der Malerei in der Meisterklasse von Ferdinand Andri auf, das er jedoch bald abbrach.
Mühlenweg begann in einer Zeit zu malen, als in Deutschland die Kunst der europäischen Moderne verfemt und schließlich als „entartet“ verfolgt wurde. Die malerische Entwicklung Mühlenwegs führte von altmeisterlichen Landschaften zu Bildern eines magischen Realismus, doch blieb er als Maler wenig erfolgreich.
Ab 1936 hatte Mühlenweg direkten Kontakt mit Otto Dix, der sich 1936 nach Hemmenhofen am Bodensee in die Innere Emigration begeben hatte. Es kam zu einer lebenslangen Freundschaft beider Ehepaare. Otto Dix und Fritz Mühlenweg malten mehrfach zusammen.
In Konstanz gründete das Ehepaar zusammen mit Sepp Biehler, Alexander Rihm und Werner Rohland die Gruppe 38, die 1938 erstmals ausstellte.
1940 folgten zwei weitere Ausstellungen in Mannheim und Freiburg im Breisgau.
Fritz Mühlenweg beteiligte sich später an den jährlichen Ausstellungen in Singen und an denen der Sezession Oberschwaben-Bodensee.
Vom Dezember 1998 bis Februar 1999 wurde in Konstanz eine umfassende Retrospektive von Fritz Mühlenwegs Malerei gezeigt.

#### Autor
1945 erschien als erstes Buch der Band Tausendjähriger Bambus mit Übertragungen chinesischer Gedichte. 1950 folgte dann sein größter Erfolg, der Roman In geheimer Mission durch die Wüste Gobi, vom Verlag als Jugendbuch platziert, in acht Sprachen übersetzt und inzwischen als All-Age-Klassiker (dt. in etwa ein Buch für jedes Alter) verstanden. In ihm verarbeitete Mühlenweg seine Reisen durch die Mongolei.
Sein zweiter Roman, noch dichter an den Erlebnissen aus den Expeditionen mit Sven Hedin orientiert, erschien 1952 unter dem Titel Tal ohne Wiederkehr (heute: Fremde auf dem Pfad der Nachdenklichkeit).
In der Folge verlegte sich Mühlenweg auf das Verfassen und Übersetzen von Kinderbüchern, die teilweise von seiner Frau Elisabeth Mühlenweg (geborene Kopriwa) illustriert wurden. Für Der glückliche Löwe erhielt er 1956 den erstmals vergebenen Deutschen Jugendbuchpreis.

## Zitat
„Wer nach Zentralasien geht, muss die gewohnten Maßstäbe ablegen. Er sollte das Land betreten wie am ersten Schöpfungstag, als ob er keine Erfahrungen habe, die Menschen nicht kenne, und nicht einmal die Natur. Das Umlernen im Denken erfordert nicht nur Anpassungsfähigkeit. Dazu ist die Bereitschaft des Herzens notwendig.“

## Nachlass, Rezeption
Der Nachlass von Fritz Mühlenweg wird im Franz-Michael-Felder-Archiv der Vorarlberger Landesbibliothek in Bregenz am Bodensee aufbewahrt.
Am 22. Juni 2012 wurde in Allensbach, dem ehemaligen Wohnort der Familie, im Bahnhofsgebäude (Konstanzer Straße 12) das MÜHLENWEGMUSEUM Allensbach eröffnet. Es befindet sich in fünf Räumen auf 80 Quadratmetern.
Die Bilder von Fritz Mühlenweg werden auf Auktionen gehandelt.

## Auszeichnungen
- 1955: Friedrich-Gerstäcker-Preis, für In geheimer Mission durch die Wüste Gobi

## Werke
Verlage:
- Freiburg i. Br. = Verlag Herder
- Bottighofen und Lengwil = Libelle Verlag

### Autor
- Tausendjähriger Bambus – Nachdichtungen aus dem Schi-King. Hamburg 1945.
- In geheimer Mission durch die Wüste Gobi. Freiburg i. Br. 1950 / neu aufgelegt Lengwil 1993.
  - zweibändige Ausgabe: Teil 1. Großer-Tiger und Kompaß-Berg. Freiburg i. Br. 1950; Teil 2. Null Uhr fünf in Urumtschi. Freiburg i. Br. 1950.
  - (heute einbändige Ausgabe unter Großer-Tiger und Christian.)
- Das Tal ohne Wiederkehr oder Die Reise von Magog nach Gog. Freiburg i. Br. 1952.
  - neu aufgelegt unter  Fremde auf dem Pfad der Nachdenklichkeit. Lengwil 1992.
- Nuni. Freiburg i. Br. 1953.
- Das kleine Buch vom Bodensee. Konstanz 1954 (zusammen mit Lotte Eckener).
- Kasperl mit der Winduhr. Freiburg i. Br. 1956.
- In jenen Tagen. Die Geschichte von dem Jungen, der die zwei Fische und fünf Brote brachte. Freiburg i. Br. 1957.
- Der Familienausflug. Freiburg i. Br. 1960.
- Das Schloß des Drachenkönigs. Freiburg i. Br. 1961.
- Echter und falscher Zauber. Freiburg i. Br. 1963.
- Kleine mongolische Heimlichkeiten. Bottighofen am Bodensee 1992.
- Malerei. Lengwil 1999.
- Mongolische Heimlichkeiten. Lengwil 2002.
- Drei Mal Mongolei: Dampignak und andere Erzählungen; Reisetagebücher und Briefe aus der Sven-Hedin-Expedition durch die Innere Mongolei. Hrsg. Ekkehard Faude und Regina Mühlenweg, Lengwil 2006 (posthum).
- Mit Elisabeth Mühlenweg: Der Familienausflug / Zugaatai aylal – Eine Erzählung. Neuauflage, Lengwil 2011.

### Herausgeberschaft
- Magdalena Steinerin: Clara und Franciscus von Assisi. Konstanz 1959.

### Übersetzungen
- Dino Buzzati: Das Königreich der Bären. Freiburg i. Br. 1962.
- Louise Fatio: Der glückliche Löwe. Freiburg i. Br. 1955.
  - Der glückliche Löwe in Afrika. Freiburg i. Br. 1956.
  - Das glückliche Löwenkind. Freiburg i. Br. 1960.
  - Eine Puppe für Marie. Freiburg i. Br. 1959.
  - Zwei glückliche Löwen. Freiburg i. Br. 1957.
- Janice: Die Ente Angelina. Freiburg i. Br. 1961.
- Nicholas Kalashnikoff: Turgen, der Jäger. Freiburg i. Br. 1957.
- Nancy Lord: Ich und mein Hund. Freiburg i. Br. [u. a.] 1959.
- Tausendjähriger Bambus. Hamburg 1946 / Neuauflage, Lengwil 1994.

### Kataloge
- Das Land des Blauen Himmels – Fritz Mühlenweg in der Mongolei.  Libelle Verlag, Lengwil am Bodensee 2005, ISBN 978-3-905707-02-1

### Varia
- Ekkehard Faude: Fritz Mühlenweg – vom Bodensee in die Mongolei. Libelle Verlag, Lengwil am Bodensee 2005, ISBN 978-3-909081-01-1
  - ‘Hammaguä! Man soll Geschriebenem nicht nachlaufen.‘ Manchmal vielleicht doch; man entdeckt dann womöglichen einen Autor. Verbessertes Nachwort zu Fritz Mühlenweg: In geheimer Mission durch die Wüste Gobi (Libelle, 2007)
  - Auf dem Pfad der Nachdenklichkeit. Fritz Mühlenweg zwischen erinnerter Mongolei, Dichtung und Schreibarbeit. Nachwort zu Fritz Mühlenweg: Fremde auf dem Pfad der Nachdenklichkeit (Libelle, 2013)
- Gabriele Goldfuß: Fritz Mühlenweg: Tausendjähriger Bambus: Nachdichtungen aus dem Schi-King. In: Bochumer Jahrbuch zur Ostasienforschung, Bd. 21. Bochum, 1998, 188–191